# Lijst van romanschrijvers uit de Verenigde Staten
Dit is een lijst van romanschrijvers van de Verenigde Staten, met telkens een titel van een belangrijk werk voor elke auteur.
De romanschrijvers in deze lijst hebben minstens één grote literaire prijs gewonnen en/of schreven een opvallend literair al dan niet eerste werk, en/of schreven een aanzienlijk en vaak besproken boek of oeuvre, en/of hadden minstens één bestseller:

## A
- Edward Abbey (1927–1989), The Monkey Wrench Gang
- Walter Abish (geb. 1931), How German Is It
- Diana Abu-Jaber (geb. 1960), Arabian Jazz
- Kathy Acker (1947–1997), Blood and Guts in High School
- Alice Adams (1926–1999), Beautiful Girl
- Henry Adams (1838–1918), Democracy: An American Novel
- George Ade (1866–1944), The Slim Princess
- Renata Adler (geb. 1938), Speedboat
- Warren Adler (geb. 1927), The War of the Roses
- James Agee (1909–1955), A Death in the Family
- Conrad Aiken (1889–1973), Blue Voyage
- Louisa May Alcott (1832–1888), Little Women
- Thomas Bailey Aldrich (1836–1907), Prudence Palfrey
- Lloyd Alexander (geb. 1924), The Black Cauldron
- Sherman Alexie (geb. 1966), Reservation Blues
- Horatio Alger, Jr. (1832–1899), Ragged Dick
- Nelson Algren (1909–1981), The Man with the Golden Arm
- Hervey Allen (1889–1949), Anthony Adverse
- Dorothy Allison (geb. 1949), Bastard Out of Carolina
- Lisa Alther (geb. 1944), Kinflicks
- Joseph Alexander Altsheler (1862–1919), The Young Trailers
- Julia Alvarez (geb. 1950), How the García Girls Lost Their Accents
- Rudolfo Anaya (geb. 1937), Bless Me, Ultima
- Laurie Halse Anderson (geb. 1961) Speak
- Poul Anderson (1926–2001), Tau Zero
- Sherwood Anderson (1876–1941), Winesburg, Ohio
- Virginia C. Andrews (1923–1986), Flowers in the Attic
- Tina McElroy Ansa (geb. 1949), Baby of the Family
- A. Manette Ansay (geb. 1964), Vinegar Hill
- Donald Antrim (geb. 1959), The Hundred Brothers
- Allen Appel (geb. 1945), Time After Time
- Benjamin Appel (1907–1979), Brain Guy
- Max Apple (geb. 1941), Zip: A Novel of the Left and the Right
- Harriette Arnow (1908–1986), The Dollmaker
- Timothy Shay Arthur (1809–1885), Ten Nights in a Barroom and What I Saw There
- Sholem Asch (1880–1957), The Nazarene
- Isaac Asimov (1920–1992), The Gods Themselves
- Rilla Askew (geb. 1951), The mercy seat
- Robert Asprin (geb. 1946), Another Fine Myth
- Gertrude Atherton (1857–1948), The Conqueror
- William Attaway (1911–1986), Blood on the Forge
- Amelia Atwater-Rhodes (geb. 1984), In the Forests of the Night
- Louis Auchincloss (geb. 1917), The Rector of Justin
- Jean Marie Auel (geb. 1936), The Clan of the Cave Bear
- Paul Auster (geb. 1947), New York Trilogy
- Mary Hunter Austin (1868–1934), Isidro

## B
- Richard Bach (geb. 1936), Jonathan Livingston Seagull
- Irving Bacheller (1859–1950), A Man for the Ages
- Dorothy Baker (1907–1968), Young Man with a Horn
- James Robert Baker (1947–1997), Fuel-Injected Dreams
- Nicholson Baker (geb. 1957), Vox
- Kirsten Bakis (geb. 1968), Lives of the Monster Dogs
- Faith Baldwin, (1893–1978), The Heart Has Wings
- James Baldwin (1924–1987), Go Tell It on the Mountain
- John Ball (1911–1988), In the Heat of the Night
- Toni Cade Bambara (1939–1995), The Salt Eaters
- Russell Banks (geb. 1940), The Sweet Hereafter
- Margaret Culkin Banning (1891–1982), Country Club People
- Amiri Baraka (LeRoi Jones) (geb. 1934), The System of Dante's Hell
- Anna Maynard Barbour (died 1941), That Mainwaring Affair
- John Franklin Bardin (1916–1981), Devil Take the Blue-Tail Fly
- Djuna Barnes (1892–1982), Nightwood
- Linda Barnes (geb. 1949), A Trouble of Fools
- Margaret Ayer Barnes (1886–1967), Years of Grace
- Amelia Edith Huddleston Barr (1831–1919), Jan Vedder's Wife
- Nevada Barr (geb. 1952), Track of the Cat
- Andrea Barrett (geb. 1964), The Voyage of the Narwhal
- John Barth (geb. 1930), Giles Goat-Boy
- Donald Barthelme (1931–1989), Snow White
- Frederick Barthelme (geb. 1943), Chroma
- Rick Bass (geb. 1958), Where the Sea Used to Be
- Hamilton Basso (1904–1964), The View from Pompey's Head
- L. Frank Baum (1856–1919), The Wonderful Wizard of Oz
- Richard Bausch (geb. 1945), The Last Good Time
- Robert Bausch (geb. 1945), Almighty Me
- Charles Baxter (geb. 1947), Shadow Play
- Peter S. Beagle (geb. 1939), The Last Unicorn
- Greg Bear, (geb. 1951), Darwin's Radio
- Ann Beattie, (geb. 1947), Chilly Scenes of Winter
- Louis Begley (geb. 1933), About Schmidt
- Madison Smartt Bell (geb. 1957), All Souls' Rising
- Edward Bellamy (1850–1898), Looking Backward: 2000–1887
- Saul Bellow (1915–2005), Henderson the Rain King
- Peter Benchley (1940–2006), Jaws
- Aimee Bender (geb. 19??), An Invisible Sign of My Own
- Pinckney Benedict (geb. 1964), Dogs of God
- Stephen Vincent Benet (1898–1943), Spanish Bayonet
- Gregory Benford (geb. 1941), Timescape
- Thomas Berger (geb. 1924), Little Big Man
- Gina Berriault (1926–1999), The Descent
- Don Berry (1931–2001), Trask
- Wendell Berry (geb. 1934), A Place on Earth
- Alfred Bester (1913–1987), The Demolished Man
- Doris Betts (geb. 1932), Souls Raised from the Dead
- Earl Derr Biggers (1884–1933), The Chinese Parrot
- W. Watts Biggers (geb. 1927) The Man Inside
- Robert Montgomery Bird (1803–1854), The Infidel
- Michael Bishop (geb. 1945), No Enemy But Time
- William Peter Blatty (geb. 1928), The Exorcist
- Robert Bloch (1917–1994), Psycho
- Lawrence Block (geb. 1938), Eight Million Ways to Die
- Amy Bloom (geb. 1953), Love Invents Us
- Judy Blume (geb. 1938), Are You There, God? It's Me, Margaret
- Chris Bohjalian (geb. 1960), The Law of Similars
- Arna Bontemps (1902–1973), God Sends Sunday
- Anthony Boucher (1911–1968), The Case of the Seven of Calvary
- Vance Bourjaily (geb. 1922), Brill Among the Ruins
- Ben Bova (geb. 1932), The Starcrossed
- Jane Bowles (1917–1973), Two Serious Ladies
- Paul Bowles (1910–1999), The Sheltering Sky
- Blanche McCrary Boyd (geb. 1945), The Revolution of Little Girls
- James Boyd (1888–1944), Drums
- Jennifer Finney Boylan (previously James Finney Boylan) (geb. 1958), The Planets
- Kay Boyle (1902–1992), Death of a Man
- T. Coraghessan Boyle (geb. 1948), The Road to Wellville
- Gerald Warner Brace (1901–1978), The World of Carrick's Cove
- Hugh Henry Brackenridge (1748–1816), Modern Chivalry
- Leigh Brackett (1915–1978), The Secret of Sinharat
- Ray Bradbury (geb. 1920), Fahrenheit 451
- David Bradley (geb. 1950), The Chaneysville Incident
- Marion Zimmer Bradley (1930–1999), The Mists of Avalon
- Billy Lee Brammer (1929–1978), The Gay Place
- Max Brand (1892–1944), Destry Rides Again
- Richard Brautigan (1935–1984), Trout Fishing in America
- Kate Braverman (geb. 1950), Lithium for Medea
- Matt Briggs (geb. 1970), Shoot the Buffalo
- David Brin (geb. 1950), The Uplift War
- Poppy Z. Brite (geb. 1967), Exquisite Corpse
- Harold Brodkey (1930–1996), The Runaway Soul
- Louis Bromfield (1896–1956), The Rains Came
- Geraldine Brooks (geb. 1955), March
- Terry Brooks (geb. 1944), First King of Shannara
- Alice Brown (1857–1948), Fools of Nature
- Charles Brockden Brown (1771–1810), Wieland
- Dan Brown (geb. 1964), De Da Vinci Code
- Harry Brown (1917–1986), A Place in the Sun
- Larry Brown (1951–2004), Dirty Work
- Rita Mae Brown (geb. 1944), Rubyfruit Jungle
- Rosellen Brown (geb. 1939), Before and After
- William Hill Brown (1756–1793), The Power of Sympathy
- Pearl S. Buck (1892–1973), The Good Earth
- Judy Budnitz (geb. 1973), If I Told You Once
- Frederick Buechner (geb. 1926), Godric
- Charles Bukowski (1920–1994), Factotum
- Edward Bunker (1933–2005), Little Boy Blue
- Eugene Burdick (1918–1965), The Ugly American (met William Lederer)
- James Lee Burke (geb. 1936), The Neon Rain
- Frances Hodgson Burnett (1849–1924), The secret garden
- William R. Burnett (1899–1982), Little Caesar
- Olive Ann Burns (1924–1990), Cold Sassy Tree
- Edgar Rice Burroughs (1875–1950), Tarzan of the Apes
- William S. Burroughs (1914–1997), Naked Lunch
- Frederick Busch (1941–2006), Harry and Catherine
- Octavia E. Butler (1947–2006), Patternmaster
- Robert Olen Butler (geb. 1945), The Alleys of Eden

## C
- James Branch Cabell (1879–1958), Jurgen, A Comedy of Justice
- George Washington Cable (1844–1925), The Grandissimes
- Meg Cabot (geb. 1967), The Princess Diaries
- Abraham Cahan (1860–1951), The Rise of David Levinsky
- James M. Cain (1892–1977), The Postman Always Rings Twice
- Erskine Caldwell (1903–1987), God's Little Acre
- Taylor Caldwell (1900–1985), Answer as a Man
- Hortense Calisher (geb. 1911), False Entry
- Bebe Moore Campbell (1950–2006), Singing in the Comeback Choir
- John W. Campbell (1910–1971), The Mightiest Machine
- Ethan Canin (geb. 1960), For Kings and Planets
- Robert Cantwell (1908–1978), The Land of Plenty
- Kevin Canty (geb. 195?), Nine Below Zero
- Truman Capote (1924–1984), In Cold Blood
- Philip Caputo (geb. 1941), Delcorso's Gallery
- Orson Scott Card (geb. 1951), Ender's Game
- Ron Carlson (geb. 1947), Betrayed by F. Scott Fitzgerald
- Don Carpenter (geb. 1931), Hard Rain Falling
- Caleb Carr (geb. 1955), The Alienist
- John Dickson Carr (1906–1977), The Crooked Hinge
- Gladys Hasty Carroll (1904–1999), As the Earth Turns
- Jonathan Carroll (geb. 1949), The Land of Laughs
- Forrest Carter (1925–1979), The Education of Little Tree
- Lin Carter (1930–1988), Sky Pirates of Callisto
- John Casey (geb. 1939), Spartina
- R. V. Cassill (1919–2002), Dr. Cobb's Game
- Ana Castillo (geb. 1953), So Far From God
- Willa Cather (1873–1947), My Ántonia
- Michael Chabon (geb. 1964), The Amazing Adventures of Kavalier & Clay
- Jack L. Chalker (1944–2005), Midnight at the Well of Souls
- Robert W. Chambers (1865–1933), In the Quarter
- Raymond Chandler (1888–1959), The Big Sleep
- James Chapman, (geb. 1955), Stet
- Fred Chappell (geb. 1936), Dagon
- Jerome Charyn (geb. 1937), Blue Eyes
- Mary Ellen Chase (1887–1973), Mary Peters
- John Cheever (1912–1982), The Wapshot Chronicle
- Maxine Chernoff (geb. 1952), American Heaven
- C.J. Cherryh (geb. 1942), Cyteen
- Charles W. Chesnutt (1858–1932), The Marrow of Tradition
- Alan Cheuse (geb. 1940), The Grandmother's Club
- Lydia Maria Child (1802–1880), Hobomok
- Mark Childress (geb. 1957), Crazy in Alabama
- Kate Chopin (1851–1904), The Awakening
- Winston Churchill (1871–1947), Richard Carvel
- Carolyn Chute (geb. 1947), The Beans of Egypt, Maine
- Sandra Cisneros (geb. 1954), The House on Mango Street
- Tom Clancy (geb. 1947), The Hunt for Red October
- Eleanor Clark (1913–1996), Baldur's Gate
- Mary Higgins Clark (geb. 1927), A Stranger is Watching
- Walter Van Tilburg Clark (1909–1971), The Ox-Bow Incident
- Beverly Cleary (geb. 1916), Ramona the Pest
- Jeremiah Clemens (1814–1865), Tobias Wilson
- Samuel Langhorne Clemens zie Mark Twain
- Hal Clement (1922–2003), Mission of Gravity
- Michelle Cliff (geb. 1946), Abeng
- Robert M. Coates (1897–1973), The Eater of Darkness
- Harlan Coben (geb. 1962), Deal Breaker
- Laurie Colwin (1944–1992), Shine On, Bright and Dangerous Object
- Richard Condon (1915–1996), The Manchurian Candidate
- Evan S. Connell (geb. 1924), Mrs. Bridge
- Michael Connelly (geb. 1956), Blood Work
- Frank Conroy (1936–2005), Body & Soul
- Pat Conroy (geb. 1945), The Prince of Tides
- K. C. Constantine (geb. 1934), Upon Some Midnights Clear
- Robin Cook (geb. 1940), Coma
- John Esten Cooke (1830–1886), The Virginia Comedians
- J. California Cooper (geb. 1966), Some People, Some Other Place
- James Fenimore Cooper (1789–1851), The Last of the Mohicans
- Robert Coover (geb. 1932), The Universal Baseball Association, Inc., J. Henry Waugh, Prop.
- Edwin Corle (1906–1956), Fig Tree John
- Patricia Cornwell (geb. 1956), Postmortem
- James Gould Cozzens (1903–1978), Guard of Honor
- Robert Crais (geb. 1953?), Hostage
- Stephen Crane (1871–1900), The Red Badge of Courage
- Margaret Craven (1901–1980), I Heard the Owl Call My Name
- Francis Marion Crawford (1854–1909), Saracinesca
- Harry Crews (geb. 1935), Scar Lover
- Michael Crichton (1942–2008), Jurassic Park
- Robert Crichton (1925–1993), The Secret of Santa Vittoria
- Amanda Cross (1926–2003), The James Joyce Murder
- John Crowley (geb. 1942), Little, Big
- Maria Susanna Cummins (1827–1866), The Lamplighter
- Michael Cunningham (geb. 1952), The Hours
- James Oliver Curwood (1878–1927), The Grizzly King
- Clive Cussler (geb. 1931), Raise the Titanic!

## D
- H.D. (1886–1961), Palimpsest
- Edward Dahlberg (1900–1977), Bottom Dogs
- Mark Z. Danielewski (geb. 1966), House of Leaves
- Edwidge Danticat (geb. 1969), Breath, Eyes, Memory
- Guy Davenport (1927–2005), Da Vinci's Bicycle
- Marcia Davenport (1903–1994), East Side, West Side
- Avram Davidson (1923–1993), The Phoenix and the Mirror
- Clyde Brion Davis (1894–1962), Nebraska Coast
- Dorothy Salisbury Davis (geb. 1916), Death of an Old Sinner
- H.L. Davis (1896–1960), Honey in the Horn
- Richard Harding Davis (1864–1916), Soldiers of Fortune
- Terry Davis (geb. 1947), Vision Quest
- Jeffrey Deaver (geb. 1950), The Bone Collector
- Lyon Sprague de Camp (1907–2000), Lest Darkness Fall
- John William De Forest (1826–1926),
 Miss Ravenel's Conversion from Secession to Loyalty
- Margaret Deland (1857–1945), John Ward, Preacher
- Samuel R. Delany (geb. 1942), Dhalgren
- Don DeLillo (geb. 1936), White Noise
- Viña Delmar (1903–1990), Bad Girl
- Lester del Rey (1915–1993), Attack From Atlantis
- Patrick Dennis (1921–1976), Auntie Mame
- August Derleth (1909–1971), The Memoirs of Solar Pons
- Peter De Vries (1910–1993), Reuben, Reuben
- Pete Dexter (geb. 1943), Paris Trout
- Philip K. Dick (1928–1982), Do Androids Dream of Electric Sheep?
- James Dickey (1923–1997), Deliverance
- Charles Dickinson (geb. 1951), A Shortcut in Time
- Joan Didion (geb. 1934), Play It As It Lays
- Thomas M. Disch (1940–2008), Camp Concentration
- Chitra Banerjee Divakaruni (geb. 1956), The Mistress of Spices
- Melvin Dixon (1950–1992), Trouble the Water
- Stephen Dixon (geb. 1936), Frog
- Thomas Dixon (1864–1946), The Clansman
- Stephen Dobyns (geb. 1941), The Wrestler's Cruel Study
- E.L. Doctorow (geb. 1931), Ragtime
- Mary Mapes Dodge (1831–1905), Hans Brinker or the Silver Skates
- Harriet Doerr (1910–2002), Stones for Ibarra
- Ivan Doig (geb. 1939), Ride With Me, Mariah Montana
- Stephen R. Donaldson (geb. 1947), The Chronicles of Thomas Covenant, the Unbeliever
- J.P. Donleavy (geb. 1926), The Ginger Man
- Richard Dooling (geb. 1954), White Man's Grave
- Michael Dorris (1945–1997), A Yellow Raft in Blue Water
- John Dos Passos (1896–1970), Manhattan Transfer
- Lloyd C. Douglas (1877–1951), Magnificent Obsession
- Theodore Dreiser (1871–1945), An American Tragedy
- Allen Drury (1918–1998), Advise and Consent
- Tom Drury (geb. 1956), The End of Vandalism
- Andre Dubus III (geb. 1959), House of Sand and Fog
- Bruce Ducker (geb. 1938), Mooney in Flight
- John Dufresne (geb. 1948), Louisiana Power and Light
- David James Duncan (geb. 1952), The Brothers K
- Katherine Dunn (geb. 1945), Geek Love
- John Gregory Dunne (1932–2003), True Confessions
- John Dunning (geb. 1942), Booked to Die

## E
- Tony Earley (geb. 1961), Jim the Boy
- Mignon G. Eberhart (1899–1996), The Patient in Room 18
- David Eddings (geb. 1931), Pawn of Prophecy
- Clyde Edgerton (geb. 1944), Walking Across Egypt
- Walter D. Edmonds (1903–1998), Drums Along the Mohawk
- George Alec Effinger (1947–2002), When Gravity Fails
- Jennifer Egan (geb. 1962), Look at Me
- Dave Eggers (geb. 1970), You Shall Know Our Velocity
- Edward Eggleston (1837–1902), The Hoosier Schoolmaster
- John Ehle (geb. 1924), Last One Home
- Stanley Elkin (1930–1995), Mrs. Ted Bliss
- Aaron Elkins (geb. 1935), Old Bones
- Stanley Ellin (1916–1986), The Eighth Circle
- Bret Easton Ellis (geb. 1964), American Psycho
- Trey Ellis (geb. 1962), Right Here, Right Now
- Edward S. Ellis (1840–1916), Seth Jones; or, The Captives of the Frontier
- Ralph Ellison (1914–1994), Invisible Man
- James Ellroy (geb. 1948), L.A. Confidential
- Carol Emshwiller (geb. 1921), Carmen Dog
- Louise Erdrich (geb. 1954), Love Medicine
- Steve Erickson (geb. 1950), Arc d'X
- Loren D. Estleman (geb. 1952), Motor City Blue
- Jeffrey Eugenides (geb. 1960), The Virgin Suicides
- Janet Evanovich (geb. 1943), OOne For the Money
- Augusta Jane Evans (1835–1909), St. Elmo
- Frederick Exley (1929–1992), A Fan's Notes

## F
- Janet Ayer Fairbank (1878/1879? – 1951), The Bright Land
- John Fante (1909–1983), Wait Until Spring, Bandini
- Richard Fariña (1937–1966), Been Down So Long It Looks Like Up to Me
- Philip José Farmer (geb. 1918), To Your Scattered Bodies Go
- James T. Farrell (1904–1979), Studs Lonigan
- Howard Fast (1914–2003), April Morning
- William Faulkner (1897–1962), The Sound and the Fury
- Jessie Redmon Fauset (1882–1961), Plum Bun: A Novel Without a Moral
- Kenneth Fearing (1902–1961), The Big Clock
- Raymond Federman (geb. 1928), The Twofold Vibration
- Raymond Feist (geb. 1945), Magician
- Edna Ferber (1885–1968), So Big
- Harvey Fergusson (1890–1971), The Conquest of Don Pedro
- Rachel Field (1894–1942), All This and Heaven Too
- Charles Finch (geb. 1980), A Beautiful Blue Death
- Martha Farquharson Finley (1828–1909), Elsie Dinsmore
- Jack Finney (1911–1995), Time and Again
- Dorothy Canfield Fisher (1879–1958), Understood Betsy
- Vardis Fisher (1895–1968), Children of God
- F. Scott Fitzgerald (1896–1940), The Great Gatsby
- Louise Fitzhugh (1928–1974), Harriet the Spy
- Thomas Flanagan (1923–2002), The Year of the French
- Martin Flavin (1883–1967), Journey in the Dark
- Jonathan Safran Foer (geb. 1977), Everything Is Illuminated
- Mary Hallock Foote (1847–1938), The Chosen Valley
- Shelby Foote (1916–2005), Shiloh
- Esther Forbes (1891–1967), Johnny Tremain
- Jesse Hill Ford (1928–1996), The Liberation of Lord Byron Jones
- John M. Ford (1957–2006), The Dragon Waiting
- Paul Leicester Ford (1865–1902), The Honorable Peter Stirling
- Richard Ford (geb. 1944), Independence Day
- Leon Forrest (1937–1997), There Is a Tree More Ancient Than Eden
- Robert Forward (1932–2002), Dragon's Egg
- Alan Dean Foster (geb. 1946), Midworld
- Hannah Webster Foster (1758/1759? – 1840), The Coquette
- Karen Joy Fowler (geb. 1950), The Jane Austen Book Club
- John Fox, Jr. (1862–1919), The Trail of the Lonesome Pine
- Paula Fox (geb. 1923), Desperate Characters
- William Price Fox (geb. 1926), Ruby Red
- Waldo Frank (1889–1967), Holiday
- Jonathan Franzen (geb. 1959), The Corrections
- Charles Frazier (geb. 1950), Cold Mountain
- Harold Frederic (1856–1898), The Damnation of Theron Ware
- Mary Eleanor Wilkins Freeman (1852–1930), Pembroke
- Marilyn French (1929–2009), The Women's Room
- Bruce Jay Friedman (geb. 1930), Stern
- Kinky Friedman (geb. 1944), Greenwich Killing Time
- Daniel Fuchs (1909–1993), Summer in Williamsburg
- Henry Blake Fuller (1857–1929), The Cliff-Dwellers
- Alan Furst (geb. 1941), Night Soldiers

## G
- William Gaddis (1922–1998), The Recognitions
- Ernest Gaines (geb. 1933), The Autobiography of Miss Jane Pittman
- Mary Gaitskill (geb. 1954), Two Girls, Fat and Thin
- Zona Gale (1874–1938), Miss Lulu Bett
- Paul Gallico (1897–1976), The Poseidon Adventure
- Ernest K. Gann (1910–1991), The High and the Mighty
- Cristina Garcia (geb. 1958), Dreaming in Cuban
- John Reynolds Gardiner (1944–2006), Stone Fox
- Erle Stanley Gardner (1889–1970), The Case of the Velvet Claws
- John Champlin Gardner, Jr. (1933–1982), Grendel
- Leonard Gardner (geb. 1934), Fat City
- Hamlin Garland (1860–1940), A Daughter of the Middle Border
- George Garrett (geb. 1929), Death of the Fox
- William Gass (geb. 1924), Omensetter's Luck
- David Gates (geb. 1947), Jernigan
- Kaye Gibbons (geb. 1960), Ellen Foster
- William Gibson (geb. 1948), Neuromancer
- Barry Gifford (geb. 1946), Wild at Heart
- Ellen Gilchrist (geb. 1935), Starcarbon
- Charlotte Perkins Gilman (1860–1935), Herland
- Fred Gipson (1908–1973), Old Yeller
- Ellen Glasgow (1873–1945), Virginia
- Julia Glass (geb. 1956), Three Junes
- Christina Soccolich Godshalk (geb. 1942), Kalimantaan
- Gail Godwin (geb. 1937), A Mother and Two Daughters
- Herbert Gold (geb. 1924), The Man Who Was Not With It
- Myla Goldberg (geb. 1972), Bee Season
- Arthur Golden (geb. 1957), Memoirs of a Geisha
- Francisco Goldman (geb. 1954), The Long Night of White Chickens
- William Goldman (geb. 1931), The Princess Bride
- Rebecca Goldstein (geb. 1950), The Mind-Body Problem
- David Goodis (1917–1967), Down There
- Allegra Goodman (geb. 1967), The Family Markowitz
- Paul Goodman (1911–1972), Making Do
- Marcus Goodrich (1897–1991), Delilah
- Caroline Gordon (1895–1981), Aleck Maury, Sportsman
- Mary Gordon (geb. 1949), Final Payments
- Ron Goulart (geb. 1933), After Things Fell Apart
- William Goyen (1915–1983), The Fair Sister
- Sue Grafton (geb. 1940), "A" is for Alibi
- Robert Grant (1852–1940), Unleavened Bread
- Shirley Ann Grau (geb. 1929), The Keepers of the House
- Elizabeth Graver (geb. 1964), The Honey Thief
- Anna Katharine Green (1846–1935), The Leavenworth Case
- Julien Green (1900–1998), Léviathan (The Dark Journey)
- Tim Green (1963), A Man and His Mother: An Adopted Son's Search
- Sam Greenlee (geb. 1930), The Spook Who Sat By The Door
- Andrew Sean Greer (geb. 1970), The Confessions of Max Tivoli
- William Lindsay Gresham (1909–1962), Nightmare Alley
- Zane Grey (1872–1939), Riders of the Purple Sage
- Sutton E. Griggs (1872–1933), The Hindered Hand
- Martha Grimes (geb. 195?), The Old Contemptibles
- John Grisham (geb. 1955), The Firm
- Winston Groom (geb. 1944), Forrest Gump
- Davis Grubb (1919–1980), The Night of the Hunter
- Judith Guest (geb. 1936), Ordinary People (boek)
- Allan Gurganus (geb. 1947), Oldest Living Confederate Widow Tells All
- David Guterson (geb. 1956), Snow Falling on Cedars
- A. B. Guthrie, Jr. (1901–1991), The Big Sky
- Rene Gutteridge (1972), Ghostwriter

## H
- Jessica Hagedorn (geb. 1949), Dogeaters
- Jennifer Haigh (geb. 1968), Mrs. Kimble
- Joe Haldeman (geb. 1943), The Forever War
- Alex Haley (1921–1992), Roots: The Saga of an American Family
- James Norman Hall (1887–1951), Mutiny on the Bounty (with Charles Nordhoff)
- Oakley Hall (geb. 1920), Warlock
- Brett Halliday (1904–1977), Dividend on Death
- Jane Hamilton (geb. 1957), The Book of Ruth
- Laurell K. Hamilton (geb. 1963), Guilty Pleasures
- Dashiell Hammett (1894–1961), The Maltese Falcon
- Daniel Handler (Lemony Snicket) (geb. 1970), Watch Your Mouth
- Barry Hannah (geb. 1942), Geromino Rex
- Joseph Hansen (1923–2004), Fadeout
- Ron Hansen (geb. 1947), Mariette in Ecstasy
- Elizabeth Hardwick (geb. 1916), Sleepless Nights
- Arthur Sherburne Hardy (1847–1930), The Wind of Destiny
- Donald Harington (geb. 1935), The Cockroaches of Stay More
- Henry Harland (1861–1905), The Cardinal's Snuff-box
- Charles L. Harness (1915–2005), The Paradox Men
- Bertha Harris (1937–2005), Lover
- E. Lynn Harris (geb. 1955), Invisible Life
- MacDonald Harris (1921–1993), The Balloonist
- Mark Harris (geb. 1922), Bang the Drum Slowly
- Thomas Harris (geb. 1940), The Silence of the Lambs
- Harry Harrison (geb. 1925), Make Room! Make Room!
- Jim Harrison (geb. 1937), Legends of the Fall
- Kent Haruf (geb. 1943), Plainsong
- Jon Hassler (1933–2008), Staggerford
- John Hawkes (1925–1998), The Lime Twig
- Nathaniel Hawthorne (1804–1864), The Scarlet Letter
- Ernest Haycox (1899–1950), Bugles in the Afternoon
- Shirley Hazzard (geb. 1931), The Great Fire
- Shelby Hearon (geb. 1931), Owning Jolene
- Peter Hedges (geb. 1962), What's Eating Gilbert Grape
- Ursula Hegi (geb. 1946), Stones from the River
- Scott Heim (geb. 1966), Mysterious Skin
- Larry Heinemann (geb. 1944), Paco's Story
- Robert Heinlein (1907–1988), Stranger in a Strange Land
- Joseph Heller (1923–1999), Catch-22
- Mark Helprin (geb. 1947), Winter's Tale
- Ernest Hemingway (1899–1961), The Sun Also Rises
- Aleksandar Hemon (geb. 1964), Nowhere Man
- Frank Herbert (1920–1986), Dune
- Joseph Hergesheimer (1880–1954), Linda Condon
- Robert Herrick (1868–1938), Web of Life
- John Hersey (1914–1993), A Bell for Adano
- DuBose Heyward (1885–1940), Porgy
- Carl Hiaasen (geb. 1953), Sick Puppy
- George V. Higgins (1939–1999), The Friends of Eddie Coyle
- Patricia Highsmith (1921–1995), The Talented Mr. Ripley
- Oscar Hijuelos (geb. 1951), The Mambo Kings Play Songs of Love
- Tony Hillerman (1925–2008), The Blessing Way
- Chester Himes (1909–1984), If He Hollers Let Him Go
- S. E. Hinton (geb. 1948), The Outsiders
- Russell Hoban (geb. 1925), Riddley Walker
- Laura Z. Hobson (1900–1986), Gentleman's Agreement
- Allen Hoey (geb. 1952), Voices Beyond the Dead
- Alice Hoffman (geb. 1952), Practical Magic
- Craig Holden (geb. 19??), Four Corners of Night
- Josiah Gilbert Holland (1819–1881), The Bay-Path
- Sheri Holman (geb. 1966), The Mammoth Cheese
- Mary Jane Holmes (1825–1907), Lena Rivers
- Oliver Wendell Holmes (1809–1894), Elsie Venner
- A. M. Homes (geb. 1961), The End of Alice
- Ann Hood (geb. 1956), Somewhere Off the Coast of Maine
- Khaled Hosseini (geb. 1965), The Kite Runner
- Silas House (geb. 1971), A Parchment of Leaves
- Blanche Willis Howard (1847–1898), Guenn: A Wave on the Breton Coast
- Maureen Howard (geb. 1930), Natural History
- E. W. Howe (1853–1937), The Story of a Country Town
- William Dean Howells (1837–1920), The Rise of Silas Lapham
- David Huddle (geb. 1942), La Tour Dreams of the Wolf Girl
- Barry Hughart (geb. 1934), Bridge of Birds
- Langston Hughes (1902–1967), Not Without Laughter
- William Humphrey (1924–1997), Farther Off from Heaven
- Josephine Humphreys (geb. 1945), Rich in Love
- Evan Hunter (1926–2005), Blackboard Jungle
- Stephen Hunter (geb. 1946), Point of Impact
- Fannie Hurst (1885–1968), Imitation of Life
- Zora Neale Hurston (1891–1960), Their Eyes Were Watching God
- Siri Hustvedt (geb. 1955), The Enchantment of Lily Dahl
- James Hynes (geb. 1955), The Lecturer's Tale

## I
- Greg Iles (1960–2025), The Quiet Game
- Gary Indiana (geb. 1950), Resentment
- Joseph Holt Ingraham (1809–1860), Lafitte: The Pirate of the Gulf
- John Irving (geb. 1942), The World According to Garp
- Susan Isaacs (geb. 1943), Compromising Positions
- Christopher Isherwood (1904–1986), A Meeting by the River

## J
- Charles R. Jackson (1902–1968), The Lost Weekend
- Helen Hunt Jackson (1830–1885), Ramona
- Shirley Jackson (1916–1965), The Haunting of Hill House
- Rona Jaffe (1932–2005), Mazes and Monsters
- John Jakes (geb. 1932), North and South
- Randall Jarrell (1914–1965), Pictures from an Institution
- Henry James (1843–1916), Washington Square
- Will James (1892–1942), Smoky the Cow Horse
- Elizabeth Janeway (1913–2005), Daisy Kenyon
- Tama Janowitz (geb. 1957), By the Shores of Gitchee Gumee
- Gish Jen (geb. 1956), Typical American
- Jerry B. Jenkins (geb. 1949), Left Behind (met Tim LaHaye)
- Gary Jennings (1928–1999), Aztec
- Sarah Orne Jewett (1849–1909), The Country of the Pointed Firs
- Ha Jin (geb. 1956), Waiting
- Adam Johnson (geb. 1967) Parasites Like Us
- Charles R. Johnson (geb. 1948), Middle Passage
- Denis Johnson (geb. 1949), Fiskadoro
- Diane Johnson (geb. 1934), Le Divorce
- James Weldon Johnson (1871–1938), The Autobiography of an Ex-Colored Man
- Josephine Winslow Johnson (1910–1990), Now in November
- Joyce Johnson (geb. 1935), In the Night Café
- Owen Johnson (1878–1952), Stover at Yale
- Mary Johnston (1870–1936), To Have and to Hold
- Edward P. Jones (geb. 1951), The Known World
- Gayl Jones (geb. 1949), Corregidora
- James Jones (1921–1977), From Here to Eternity
- LeRoi Jones (Amiri Baraka))
- Matthew F. Jones (geb. 19??), A Single Shot
- Erica Jong (geb. 1942), Fear of Flying
- Robert Jordan (geb. 1948), The Eye of the World
- Sylvester Judd (1813–1853), Margaret
- Heidi Julavits (geb. 1968), The Mineral Palace
- Ward Just (geb. 1935), Jack Gance

## K
- James Otis Kaler (1848–1912), Toby Tyler; or, Ten Weeks with a Circus
- Stuart M. Kaminsky (geb. 1934), Cold Red Sunrise
- Garson Kanin (1912–1999), Moviola
- Joseph Kanon (geb. 1946), Los Alamos
- MacKinlay Kantor (1904–1977), Andersonville
- Jan Karon (geb. 1937), At Home in Mitford
- John Katzenbach (geb. 1950?), The Madman's Tale
- Janet Kauffman (geb. 1945), Collaborators
- Bel Kaufman (geb. 1911), Up the Down Staircase
- Sue Kaufman (1926–1977), Diary of a Mad Housewife
- Harry Stephen Keeler (1890–1967), The Riddle of the Traveling Skull
- Clarence Budington Kelland (1881–1964), Dangerous Angel
- Jonathan Kellerman (geb. 1949), Flesh and Blood
- Faye Kellerman (geb. 1952), The Ritual Bath
- William Melvin Kelley (geb. 1937), A Different Drummer
- Marjorie Kellogg (1922–2005), Tell Me That You Love Me, Junie Moon
- Elmer Kelton (geb. 1926), Buffalo Wagons
- John Pendleton Kennedy (1795–1870), Horse-Shoe Robinson
- William Kennedy (geb. 1928), Ironweed
- Jack Kerouac (1922–1969), On the Road
- Ken Kesey (1935–2001), One Flew Over the Cuckoo's Nest
- Jack Ketchum (geb. 1946), The Girl Next Door
- Daniel Keyes (geb. 1927), Flowers for Algernon
- Frances Parkinson Keyes (1885–1970), Dinner at Antoine's
- Sue Monk Kidd (geb. 1948), The Secret Life of Bees
- Karen Kijewski (geb. 19??), Katwalk
- Haven Kimmel (geb. 1965), The Solace of Leaving Early
- Jamaica Kincaid (geb. 1949), Annie John
- Grace Elizabeth King (1852–1932), The Pleasant Ways of St. Médard
- Laurie R. King (geb. 1952), A Grave Talent
- Stephen King (geb. 1947), Carrie
- Barbara Kingsolver (geb. 1955), The Bean Trees
- Maxine Hong Kingston (geb. 1940), Tripmaster Monkey
- Caroline Kirkland (1801–1864), A New Home; Who'll Follow?
- Joseph Kirkland (1830–1894), Zury: The Meanest Man in Spring County
- Walter Kirn (geb. 1962), Thumbsucker
- Fletcher Knebel (1911–1993), Seven Days in May (with Charles Bailey II)
- John Knowles (1926–2001), A Separate Peace
- Manuel Komroff (1890–1974), Coronet
- Dean Koontz (geb. 1945), Whispers
- Jerzy Kosinski (1933–1991), Being There
- William Kotzwinkle (geb. 1943), The Fan Man
- Eric Kraft (geb. 1945), What a Piece of Work I Am
- Larry Kramer (geb. 1935), Faggots
- Gary Krist (geb. 1957), Extravagance
- Herbert Krause (1905–1976), The Thresher
- Tom Kromer (1906–1969), Waiting for Nothing
- Maxine Kumin (geb. 1925), Through Dooms of Love
- Allen Kurzweil (geb. 1960), A Case of Curiosities

## L
- Mercedes Lackey (geb. 1950), Arrows of the Queen
- Ed Lacy (1911–1968), Room To Swing
- Oliver La Farge (1901–1963), Laughing Boy
- R. A. Lafferty (1914–2002), Past Master
- Tim LaHaye (geb. 1926), Left Behind (with Jerry B. Jenkins)
- Jhumpa Lahiri (geb. 1967), The Namesake
- Harold Lamb (1892–1962), Marching Sands
- Wally Lamb (geb. 1950), She's Come Undone
- Anne Lamott (geb. 1954), Crooked Little Heart
- Louis L'Amour (1908–1988), Jubal Sackett
- Margaret Landon (1903–1993), Anna and the King of Siam
- Jane Langton (geb. 1922), The Transcendental Murder
- Joe R. Lansdale (geb. 1951), The Bottoms
- Ring Lardner (1885–1933), You Know Me Al
- Nella Larsen (1891–1964), Passing
- William Lashner (1956), Past Due (in het Nederlands vertaald als: Gezworen vijanden)
- Emma Lathen (Martha Hennissart (geb. 1929) and Mary Jane
Latsis (1927–1997)), Murder Against the Grain
- Keith Laumer (1925–1993), A Plague of Demons
- Robert Lawson (1892–1957), Rabbit Hill
- David Leavitt (geb. 1961), The Lost Language of Cranes
- William Lederer (geb. 1912), The Ugly American (with Eugene Burdick)
- Ursula Le Guin (geb. 1929), The Left Hand of Darkness
- Chang-Rae Lee (geb. 1965), Native Speaker
- Harper Lee (1926–2016), To Kill a Mockingbird
- Peter Lefcourt (geb. 1941), The Dreyfus Affair
- Ella Leffland (geb. 1931) Rumors of Peace
- Dennis Lehane (geb. 1966) Mystic River
- Fritz Leiber (1910–1992), A Specter is Haunting Texas
- Murray Leinster (1896–1975), The Greks Bring Gifts
- Brad Leithauser (geb. 1953), Hence
- Madeleine L'Engle (1918–2007), A Wrinkle in Time
- J. Robert Lennon (geb. 1970), Mailman
- Elmore Leonard (geb. 1925), Get Shorty
- JT LeRoy (Laura Albert) (geb. 1965), Sarah
- John Lescroart (geb. 1948), The Mercy Rule
- Jonathan Lethem (geb. 1964), Motherless Brooklyn
- Jeremy Leven (geb. 1941), Satan: His Psychotherapy and Cure
- Ira Levin (geb. 1929), Rosemary's Baby
- Meyer Levin (1905–1981), Compulsion
- Stacey Levine (geb. 1960), My Horse and Other Stories
- Janet Lewis (1899–1998), The Wife of Martin Guerre
- Sinclair Lewis (1885–1951), Main Street
- Ludwig Lewisohn (1882–1955), The Case of Mr. Crump
- John L'Heureux (geb. 1934), An Honorable Profession
- Alan Lightman (geb. 1948), Einstein's Dreams
- Joseph C. Lincoln (1870–1944), Rugged Water
- Elizabeth Linington (1921–1988), Knave of Hearts
- Elinor Lipman (geb. 1950), The Pursuit of Alice Thrift
- George Lippard (1822–1854), The Monks of Monk Hall
- Rosina Lippi (geb. 1956), Homestead
- Sam Lipsyte (geb. 1968), Home Land
- David Liss (geb. 1966), A Conspiracy of Paper
- Robert Littell (geb. 1935), The Amateur
- Ross Lockridge, Jr. (1914–1948), Raintree County
- Jack London (1876–1916), The Call of the Wild
- Frank Belknap Long (1901–1994), The Horror from the Hills
- Anita Loos (1893–1981), Gentlemen Prefer Blondes
- Bret Lott (geb. 1958), Jewel
- Howard Phillips Lovecraft (1890–1937), At the Mountains of Madness
- Lois Lowry (geb. 1937), The Giver
- Robert Ludlum (1927–2001), The Bourne Identity
- Grace Lumpkin (1892–1980), To Make My Bread
- Alison Lurie (geb. 1926), Foreign Affairs
- Jay Lynch (geb. 1945), Otto's Orange Day
- Andrew Nelson Lytle (1902–1995), The Velvet Horn

## M
- John D. MacDonald (1916–1986), The Deep Blue Good-by
- Ross Macdonald (1915–1983), The Moving Target
- Harold MacGrath (1871–1932), The Man on the Box
- Norman Maclean (1902–1990), A River Runs Through It
- Charlotte MacLeod (1922–2005), The Corpse in Oozak's Pond
- Gregory Maguire (geb. 1954), Wicked
- Rebecca Makkai (geb. 1978), The great believers
- Norman Mailer (1923–2007), The Naked and the Dead
- Charles Major (1856–1913), When Knighthood Was in Flower
- Clarence Major (geb. 1936), Painted Turtle: Woman With Guitar
- Bernard Malamud (1914–1986), The Natural
- Michael Malone (geb. 1942), Uncivil Seasons
- Barry N. Malzberg (geb. 1939), Beyond Apollo
- Frederick Manfred (1912–1994), Lord Grizzly
- William March (1893–1954), The Bad Seed
- Margaret Maron (geb. 19??), Bootlegger's Daughter
- John P. Marquand (1893–1960), The Late George Apley
- Catherine Marshall (1914–1983), Christy
- Paule Marshall (geb. 1929), Brown Girl, Brownstones
- George R.R. Martin (geb. 1948), A Game of Thrones
- Valerie Martin (geb. 1948), Mary Reilly
- Carole Maso (geb. 1955), Defiance
- Bobbie Ann Mason (geb. 1940), In Country
- F. Van Wyck Mason (1901–1978), Three Harbours
- Richard Matheson (geb. 1926), I Am Legend
- Harry Mathews (geb. 1930), The Conversions
- Jack Matthews (geb. 1925), Hanger Stout, Awake!
- Peter Matthiessen (geb. 1927), At Play in the Fields of the Lord
- Armistead Maupin (geb. 1944), Tales of the City
- William Maxwell (1908–2000), Time Will Darken It
- Joyce Maynard (geb. 1953), To Die For
- Anne McCaffrey (geb. 1926), Dragonflight
- Robert R. McCammon (geb. 1952), Boy's Life
- Cormac McCarthy (geb. 1933), All the Pretty Horses
- Mary McCarthy (1912–1989), The Group
- Ed McClanahan (geb. 1932), Natural Man
- Horace McCoy (1897–1955), They Shoot Horses, Don't They?
- Elizabeth McCracken (geb. 1966), The Giant's House
- Sharyn McCrumb (geb. 1948), The Hangman's Beautiful Daughter
- Carson McCullers (1917–1967), The heart is a lonely hunter
- George Barr McCutcheon (1866–1928), Brewster's Millions
- Alice McDermott (geb. 1953), Charming Billyca
- Gregory Mcdonald (geb. 1937), Fletch
- Joseph McElroy (geb. 1930), A Smuggler's Bible
- William McFee (1881–1966), Casuals of the Sea
- William P. McGivern (1918–1982), Blondes Die Young
- Thomas McGuane (geb. 1939), Nothing But Blue Skies
- Jay McInerney (geb. 1955), Bright Lights, Big City
- Richard McKenna (1913–1964), The Sand Pebbles
- Reginald McKnight (geb. 1956), He Sleeps
- James McManus (geb. 1951), Going to the Sun
- Terry McMillan (geb. 1951), Waiting to Exhale
- Larry McMurtry (geb. 1936), Lonesome Dove
- Stephen W. Meader (1892–1977), Boy with a Pack
- Herman Melville (1819–1891), Moby-Dick
- Gordon Merrick (1916–1988), The Lord Won't Mind
- Claire Messud (geb. 1966), When the World Was Steady
- Grace Metalious (1924–1964), Peyton Place
- Stephenie Meyer (geb. 1973), Twilight
- Leonard Michaels (1933–2003), The Men's Club
- James A. Michener (1907–1997), Tales of the South Pacific
- Caroline Miller (1903–1992), Lamb in His Bosom
- Henry Miller (1891–1980), Tropic of Cancer
- Rex Miller (1939–2004), Slob
- Sue Miller (geb. 1943), The Good Mother
- Walter M. Miller, Jr. (1923–1996), A Canticle for Leibowitz
- Lydia Millet (geb. 1968), My Happy Life
- Steven Millhauser (geb. 1943), Martin Dressler
- Anchee Min (geb. 1957), Becoming Madame Mao
- Stephen Minot (geb. 1927), Surviving the Flood
- Susan Minot (geb. 1956), Evening
- Jacquelyn Mitchard (geb. 1955), The Deep End of the Ocean
- Donald Grant Mitchell (1822–1908), Dr. Johns
- Margaret Mitchell (1900–1949), Gone with the Wind
- S. Weir Mitchell (1829–1914), Hugh Wynne, Free Quaker
- N. Scott Momaday (geb. 1934), House Made of Dawn
- Rick Moody (geb. 1961), The Ice Storm
- Christopher Moore (geb. 1957),
 Lamb: The Gospel According to Biff, Christ's Childhood Pal
- Lorrie Moore (geb. 1957), Who Will Run the Frog Hospital?
- Ruth Moore (1903–1989), Spoonhandle
- Susanna Moore (geb. 1947), In the Cut
- Ward Moore (1903–1978), Bring the Jubilee
- Robert Morgan (geb. 1944), Gap Creek
- Christopher Morley (1890–1957), Kitty Foyle
- Mary McGarry Morris (geb. 1943), Songs In Ordinary Time
- Wright Morris (1910–1998), Plains Song
- Toni Morrison (geb. 1931), Beloved
- Bradford Morrow (geb. 1951), Trinity Fields
- James Morrow (geb. 1947), Towing Jehovah
- Howard Frank Mosher (geb. 1943?), A Stranger in the Kingdom
- Walter Mosley (geb. 1952), Devil in a Blue Dress
- Dow Mossman (geb. 1944), The Stones of Summer
- Willard Motley (1912–1965), Knock on Any Door
- Bharati Mukherjee (geb. 1940), Jasmine
- Clarence E. Mulford (1883–1956), Hopalong Cassidy
- Marcia Muller (geb. 1944), Wolf in the Shadows
- Mary Noailles Murfree (1850–1922), The Amulet
- Sabina Murray (geb. 1968), A Carnivore's Inquiry
- John Myers Myers (1906–1988), Silverlock
- Anton Myrer (1922–1996), Once an Eagle

## N
- Vladimir Nabokov (1899–1977), Lolita
- Azar Nafisi (1955), Reading Lolita in Teheran
- Robert Nathan (1894–1985), Portrait of Jennie
- Gloria Naylor (geb. 1950), The Women of Brewster Place
- John Neal (1793–1876), The Down-Easters
- Antonya Nelson (geb. 1961), Talking in Bed
- Howard Nemerov (1920–1991), The Homecoming Game
- Arthur Nersesian (geb. 1958), The Fuck-Up
- Katherine Neville (geb. 1945), The Eight
- Fae Myenne Ng (geb. 1956/7?), Bone
- John Nichols (geb. 1940), The Milagro Beanfield War
- Anaïs Nin (1903–1977), A Spy in the House of Love
- Larry Niven (geb. 1938), Ringworld
- Lewis Nordan (geb. 1939), The Sharpshooter Blues
- Charles Nordhoff (1887–1947), Mutiny on the Bounty (with James Norman Hall)
- Gurney Norman (geb. 1937), Divine Right's Trip
- Howard Norman (geb. 1949), The Bird Artist
- John Norman (geb. 1931), Tarnsman of Gor
- Charles Gilman Norris (1881–1945), Bricks Without Straw
- Frank Norris (1870–1902), McTeague
- Kathleen Norris (1880–1966), Second Hand Wife
- Harold Norse (geb. 1916), Beat Hotel
- Andre Norton (1912–2005), The Witch World
- Craig Nova (geb. 1945), The Good Son
- Josip Novakovich (geb. 1956), April Fool's Day

## O
- Joyce Carol Oates (geb. 1938), them
- Tim O'Brien (geb. 1946), Going After Cacciato
- Edwin O'Connor (1918–1968), The Last Hurrah
- Flannery O'Connor (1925–1964), The Violent Bear It Away
- Chris Offutt (geb. 1958), The Good Brother
- Margaret Astrid Lindholm Ogden (geb. 1952), onder pseudoniem Robin Hobb & Megan Lindholm
- John O'Hara (1905–1970), Appointment in Samarra
- Robert Olmstead (geb. 1954), A Trail of Heart's Blood Wherever We Go
- Stewart O'Nan (geb. 1961), The Speed Queen
- Martha Ostenso (1900–1963), Wild Geese
- Janis Owens (geb. 1960), My Brother, Michael, Myra Sims, The Schooling of Claybird Catts, The Cracker Kitchen
- Cynthia Ozick (geb. 1928), The Puttermesser Papers

## P
- Thomas Nelson Page (1853–1952), On Newfound River
- Chuck Palahniuk (geb. 1962), Fight Club
- Edgar Panggeb. (1909–1976), Davy
- Alexei Panshin (geb. 1940), Rite of Passage
- Sara Paretsky (geb. 1947), Indemnity Only
- Jay Parini (geb. 1948), The Last Station
- Robert B. Parker (geb. 1932), Crimson Joy
- T. Jefferson Parker (geb. 1953), Laguna Heat
- Anne Parrish (1888–1957), The Perennial Bachelor
- Ann Patchett (geb. 1963), Bel Canto
- Richard North Patterson (geb. 1947), Eyes of a Child
- Elliot Paul (1891–1958), Concert Pitch
- Gary Paulsen (geb. 1939), Hatchet
- James Kirke Paulding (1778–1860), The Dutchman's Fireside
- Bill Pearson (geb. 1938), Drifter's Detour
- Ridley Pearson (geb. 1953), Undercurrents
- T. R. Pearson (geb. 1956), Blue Ridge
- Robert Newton Peck (geb. 1928), A Day No Pigs Would Die
- Janet Peery (geb. 195?), The River Beyond the World
- Don Pendleton (1927–1995), War Against the Mafia
- Walker Percy (1916–1990), The Moviegoer
- Frank E. Peretti (geb. 1951), This Present Darkness
- Julia Peterkin (1880–1961), Scarlet Sister Mary
- Ann Petry (1931–1997), The Narrows
- Arthur Phillips (geb. 1969), Prague
- David Graham Phillips (1867–1911), Susan Lenox: Her Fall and Rise
- Jayne Anne Phillips (geb. 1952), Machine Dreams
- Jodi Picoult (geb. 1966), The Pact
- Marge Piercy (geb. 1936), He, She And It
- Mary Hayden Green Pike (1824–1898), Ida May
- Darryl Pinckney (geb. 1953), High Cotton
- Josephine Pinckney (1895–1957), Three O'Clock Dinner
- H. Beam Piper (1904–1964), Little Fuzzy
- Sylvia Plath (1932–1963), The Bell Jar
- George Plimpton (1927–2003), The Curious Case of Sidd Finch
- Edgar Allan Poe (1809–1849), The Narrative of Arthur Gordon Pym of Nantucket
- Frederik Pohl (geb. 1919), Gateway
- Darryl Ponicsan (geb. 1938), The Last Detail
- Ernest Poole (1880–1950), His Family
- Eleanor H. Porter (1868–1920), Pollyanna
- Katherine Anne Porter (1890–1980), Ship of Fools
- Charles Portis (geb. 1933), True Grit
- Melville Davisson Post (1871–1930), The Nameless Thing
- Chaim Potok (1929–2002), The Chosen
- Jerry Pournelle (geb. 1933), The Endless Frontier
- Dawn Powell (1896–1965), The Wicked Pavilion
- Padgett Powell (geb. 1952), Edisto
- Richard P. Powell (1908–1999), The Philadelphian
- J. F. Powers (1917–1999), Morte d'Urban
- Richard Powers (geb. 1957), The Gold Bug Variations
- Emily Prager (geb. 1952), Clea & Zeus Divorce
- Theodore Pratt (1901–1969), Mr. Limpet
- Eugenia Price (1916–1996), The Beloved Invader
- Reynolds Price (geb. 1933), Kate Vaiden
- Richard Price (geb. 1949), Freedomland
- Frederic Prokosch (1908–1989), The Seven Who Fled
- Bill Pronzini (geb. 1943), Hoodwink
- Francine Prose (geb. 1947), Blue Angel
- Annie Proulx (geb. 1935), The Shipping News
- Olive Higgins Prouty (1882–1974), Stella Dallas
- James Purdy (geb. 1923), Cabot Wright Begins
- Mario Puzo (1920–1999), The Godfather
- Thomas Pynchon (geb. 1937), Gravity's Rainbow

## Q
- Qiu Xiaolong (geb. 1953), Death of a Red Heroine
- Ellery Queen (Frederick Dannay (1905–1982) en
 Manfred B. Lee (1905–1971), The Greek Coffin Mystery
- John Herbert Quick (1861–1925), Vandemark's Folly
- Anna Quindlen (geb. 1953), Black and Blue
- Daniel Quinn (geb. 1935), Ishmael

## R
- Ayn Rand (1905–1982), The Fountainhead
- Alice Randall (geb. 1959), The Wind Done Gone
- Marjorie Kinnan Rawlings (1896–1953), The Yearling
- Wilson Rawls (1913–1984), Where the Red Fern Grows
- Chet Raymo (geb. 19??), The Dork of Cork
- John Rechy (geb. 1934), City of Night
- Jaclyn Reding (geb. 1966), The Secret Gift
- Ishmael Reed (geb. 1938), Mumbo Jumbo
- Arthur B. Reeve (1880–1936), Craig Kennedy Listens In
- Kathy Reichs (geb. 1950), Déjà Dead
- Thomas Mayne Reid (1818–1883), The Rifle Rangers
- Sheri Reynolds (geb. 1967), The Rapture of Canaan
- Eugene Manlove Rhodes (1869–1934), Bransford in Arcadia
- Anne Rice (geb. 1941), Interview with the Vampire
- Craig Rice (1908–1957), The Corpse Steps Out
- Michelle Richmond, Het huwelijkspact
- Conrad Richter (1890–1968), The Town
- Mary Roberts Rinehart (1876–1958), The Circular Staircase
- Harold Robbins (1916–1997), The Carpetbaggers
- Tom Robbins (geb. 1936), Even Cowgirls Get the Blues
- Elizabeth Madox Roberts (1881–1941), The Great Meadow
- Kenneth Roberts (1885–1957), Northwest Passage
- Nora Roberts (geb. 1950), Irish Thoroughbred
- Kim Stanley Robinson (geb. 1952), Red Mars
- Marilynne Robinson (geb. 1943), Housekeeping
- Mary Robison (geb. 1949), Why Did I Ever
- Lucia St. Clair Robson (geb. 1942), Ride the Wind
- Edward Payson Roe (1838–1888), Barriers Burned Away
- O. E. Rølvaag (1876–1931), Giants in the Earth
- Judith Rossner (1935–2005), Looking for Mr. Goodbar
- Leo Rosten (1908–1997), Captain Newman, M.D.
- Henry Roth (1906–1995), Call It Sleep
- Philip Roth (geb. 1933), Indignation
- Susanna Rowson (1762–1824), Charlotte Temple
- Robert Ruark (1915–1965), Uhuru
- Norman Rush (geb. 1933), Mating
- Rebecca Rush (1779–1850), Kelroy
- Joanna Russ (geb. 1937), The Female Man
- Mary Doria Russell (geb. 1950), The Sparrow
- Richard Russo (geb. 1949), Empire Falls
- Marah Ellis Ryan (1860–1934), Told in the Hills

## S
- J.D. Salinger (geb. 1919), The Catcher in the Rye
- James Sallis (geb. 1944), Long-Legged Fly
- James Salter (geb. 1925), A Sport and a Pastime
- Edgar Saltus (1855–1921), Mr.Incoul's Misadventure
- Lawrence Sanders (1920–1998), The Anderson Tapes
- John Sandford (geb. 1944), Rules of Prey
- Mari Sandoz (1896–1966), Slogum House
- George Santayana (1863–1952), The Last Puritan
- William Saroyan (1908–1981), The Human Comedy
- May Sarton (1912–1995), Faithful are the Wounds
- John Saul (geb. 1942), Suffer the Children
- George Saunders (geb. 1958), The Brief and Frightening Reign of Phil
- John Sayles (geb. 1950), Pride of the Bimbos
- Jack Schaefer (1907–1991), Shane
- Cathleen Schine (geb. 1953), Rameau's Niece
- Mark Schorer (1908–1977), A House Too Old
- Budd Schulberg (geb. 1914), What Makes Sammy Run?
- Lynne Sharon Schwartz (geb. 1939), Disturbances in the Field
- Sandra Scoppettone (geb. 1936), Suzuki Beane
- Evelyn Scott (1893–1963), A Calendar of Sin
- Joanna Scott (geb. 1960), The Manikin
- Allan Seager (1906–1968), Amos Berry
- Molly Elliot Seawell (1860–1916), The House of Egremont
- Alice Sebold (geb. 1963), The Lovely Bones
- Catharine Sedgwick (1789–1867), Hope Leslie
- Carolyn See (geb. 1934), Making History
- Erich Segal (geb. 1937), Love Story
- Hubert Selby Jr. (1928–2004), Last Exit to Brooklyn
- Anya Seton (1904–1990), Green Darkness
- Mary Lee Settle (1918–2005), Blood Tie
- Michael Shaara (1928–1988), The Killer Angels
- Laurence Shames (geb. 1951), Florida Straits
- Ntozake Shange (geb. 1948), Betsey Brown
- Akhil Sharma (geb. 1971), An Obedient Father
- Irwin Shaw (1913–1984), Rich Man, Poor Man
- Robert Shea (1933–1994), The Illuminatus! Trilogy (met Robert Anton Wilson)
- Wilfrid Sheed (geb. 1930), Square's Progress
- Sidney Sheldon (geb. 1917), The Naked Face
- Samuel Shellabarger (1888–1954), Captain from Castile
- Jim Shepard (geb. 1956), Lights Out in the Reptile House
- Carol Shields (1935–2003), The Stone Diaries
- Anita Shreve (geb. 1946), The Weight of Water
- Susan Richards Shreve (geb. 1939), A Country of Strangers
- Lionel Shriver (geb. 1957), We Need to Talk About Kevin
- Gary Shteyngart (geb. 1972), The Russian Debutante's Handbook
- Anne Rivers Siddons (geb. 1936), Peachtree Road
- Clancy Sigal (geb. 1926), Going Away
- Leslie Marmon Silko (geb. 1948), Ceremony
- Robert Silverberg (geb. 1935), A Time of Changes
- Clifford D. Simak (1904–1988), City
- Dan Simmons (geb. 1948), Hyperion
- William Gilmore Simms (1806–1870), The Sword and the Distaff
- Mona Simpson (geb. 1957), Anywhere But Here
- Upton Sinclair (1878–1968), The Jungle
- Isaac Bashevis Singer (1902/1904 – 1991), Enemies, A Love Story
- Israel Joshua Singer (1893–1944), The Brothers Ashkenazi
- Jane Smiley (geb. 1949), A Thousand Acres
- Betty Smith (1896–1972), A Tree Grows in Brooklyn
- E. E. Smith (1890–1965), First Lensman
- Elizabeth Oakes Smith (1806–1893), The Western Captive
- Francis Hopkinson Smith (1838–1915), Colonel Carter of Cartersville
- H. Allen Smith (1907–1976), Rhubarb
- Lee Smith (geb. 1944), Fair and Tender Ladies
- Thorne Smith (1892–1934), Topper
- Zilpha Keatley Snyder (geb. 1927), The Headless Cupid
- Susan Sontag (1933–2004), In America
- Virginia Sorensen (1912–1991), On This Star
- Christopher Sorrentino (geb. 1963), Trance
- Gilbert Sorrentino (1929–2006), Mulligan Stew
- Gary Soto (geb. 1952), Buried Onions
- Terry Southern (1924–1995), The Magic Christian
- E. D. E. N. Southworth (1819–1899), The Hidden Hand
- W. M. Spackman (1905–1980), An Armful of Warm Girl
- Frank H. Spearman (1859–1937), Whispering Smith
- Scott Spencer (geb. 1945), Endless Love
- Mickey Spillane (1918–2006), I, the Jury
- Norman Spinrad (geb. 1940), The Iron Dream
- Harriet Elizabeth Prescott Spofford (1835–1921), Sir Rohan's Ghost
- David Derek Stacton (1925–1968), On a Balcony
- Jean Stafford (1915–1979), Boston Adventure
- Danielle Steel (geb. 1947), Family Album
- Wallace Stegner (1909–1993), Angle of Repose
- Gertrude Stein (1874–1946), The Autobiography of Alice B. Toklas
- John Steinbeck (1902–1968), The Grapes of Wrath
- Darcey Steinke (geb. 1964), Jesus Saves
- Ann Sophia Stephens (1810–1886), Malaeska: The Indian Wife of the White Hunter
- Neal Stephenson (geb. 1959), Snow Crash
- Bruce Sterling (geb. 1954), Islands in the Net
- Richard G. Stern (geb. 1928), Golk
- Steve Stern, The Angel of Forgetfulness
- George R. Stewart (1895–1980), Earth Abides
- Frederic Jesup Stimson (1855–1943), The Crime of Henry Vane
- R.L. Stine (geb. 1943), Goosebumps
- Frank R. Stockton (1834–1902), Rudder Grange
- Mary Stolz (geb. 1920), The Edge of Next Year
- Grace Zaring Stone (1891–1991), The Bitter Tea of General Yen
- Irving Stone (1903–1989), The Agony and the Ecstasy
- Robert Stone (geb. 1937), Dog Soldiers
- Phil Stong (1899–1957), State Fair
- Rex Stout (1886–1975), Fer-de-Lance
- Harriet Beecher Stowe (1811–1896), Uncle Tom's Cabin
- Edward Stratemeyer (1862–1930), The Rover Boys At School
- Gene Stratton-Porter (1863–1924), A Girl of the Limberlost
- Peter Straub (geb. 1943), Ghost Story
- Darin Strauss (geb. 1970), The Real McCoy
- Edward Streeter (1891–1976), Father of the Bride
- T. S. Stribling (1881–1965), The Store
- Elizabeth Strout (geb. 1956), Amy and Isabelle
- Jesse Stuart (1906–1984), Taps for Private Tussie
- Theodore Sturgeon (1918–1985), More Than Human
- William Styron (1925–2006), The Confessions of Nat Turner
- Ronald Sukenick (1932–2004), Up
- Cid Ricketts Sumner (1890–1970), Quality
- Jacqueline Susann (1918–1974), Valley of the Dolls
- Harvey Swados (1920–1972), Out Went the Candle
- Glendon Swarthout (1918–1992), The Shootist

## T
- Elizabeth Tallent (geb. 1954), Museum Pieces
- Amy Tan (geb. 1952), The Joy Luck Club
- Booth Tarkington (1869–1946), The Magnificent Ambersons
- Donna Tartt (geb. 1963), The Secret History
- Kathrine Taylor (1903–1996), Address Unknown
- Peter Taylor (1917–1994), A Summons to Memphis
- Phoebe Atwood Taylor (1909–1976), The Cape Cod Mystery
- Robert Lewis Taylor (1912–1998), The Travels of Jaimie McPheeters
- William Tenn (geb. 1920), Of Men and Monsters
- Mary Virginia Terhune (1830–1922), Alone
- Walter Tevis (1928–1984), The Hustler
- Paul Theroux (geb. 1941), The Mosquito Coast
- Daniel Pierce Thompson (1795–1868), The Green Mountain Boys
- Jim Thompson (1906–1977), The Killer Inside Me
- Maurice Thompson (1844–1901), Alice of Old Vincennes
- Melanie Rae Thon (geb. 1957), Meteors in August
- James Thurber (1894–1961), The 13 Clocks
- Wallace Thurman (1902–1934), The Blacker the Berry
- Ernest Tidyman (1928–1984), Shaft
- John Kennedy Toole (1937–1969), A Confederacy of Dunces
- Jean Toomer (1894–1967), Cane
- Nick Tosches (geb. 1949), In the Hand of Dante
- Albion W. Tourgée (1838–1905), A Fool's Errand
- Arthur Train (1875–1945), Yankee Lawyer: The Autobiography of Ephraim Tutt
- Lawrence Treat (1903–1998), V as in Victim
- Trevanian (1931–2005), The Eiger Sanction
- Calvin Trillin (geb. 1935), Runestruck
- Dalton Trumbo (1905–1976), Johnny Got His Gun
- George Tucker (1775–1861), A Voyage to the Moon
- John R. Tunis (1889–1975), The Kid From Tomkinsville
- Scott Turow (geb. 1949), Presumed Innocent
- Harry Turtledove (geb. 1949), How Few Remain
- Mark Twain (1835–1910), Adventures of Huckleberry Finn
- Anne Tyler (geb. 1941), The Accidental Tourist
- Royall Tyler (1757–1826), The Algerine Captive

## U
- Brady Udall (geb. 1971?), The Miracle Life of Edgar Mint
- Dorothy Uhnak (1933–2006), The Bait
- Douglas Unger (geb. 1952), Leaving the Land
- John Updike (1932–2009), Rabbit, Run
- Leon Uris (1924–2003), Exodus

## V
- Andrew Vachss (geb. 1942), Flood
- Jack Vance (geb. 1916), Demon princes
- David Vann (geb. 1966), Legend of a suicide
- Louis Joseph Vance (1879–1933), The Lone Wolf
- S. S. Van Dine (1888–1939), The Benson Murder Case
- John Varley (geb. 1947), The Ophiuchi Hotline
- Gore Vidal (geb. 1925), Burr
- Gerald Vizenor (geb. 1934), The Darkness in St. Louis Bearheart
- William T. Vollmann (geb. 1959), Europe Central
- Kurt Vonnegut (1922–2007), Slaughterhouse-Five

## W
- David Wagoner (geb. 1926), The Escape Artist
- Alice Walker (geb. 1944), The Color Purple
- Margaret Walker (1915–1998), Jubilee
- David Foster Wallace (1962–2008), Infinite Jest
- Irving Wallace (1916–1990), The Fan Club
- Lew Wallace (1827–1905), Ben-Hur
- Edward Lewis Wallant (1926–1962), The Tenants of Moonbloom
- Robert James Waller (geb. 1939), The Bridges of Madison County
- Douglass Wallop (1920–1985), The Year the Yankees Lost the Pennant
- Joseph Wambaugh (geb. 1937), The Choirboys
- Walter Wangerin, Jr. (geb. 1944), The Book of the Dun Cow
- Elizabeth Stuart Phelps Ward (1844–1911), The Gates Ajar
- William Ware (1797–1852), Zenobia; or, The Fall of Palmyra
- Catherine Anne Warfield (1816–1877), The Household of Bouverie
- Charles Dudley Warner (1829–1900), The Gilded Age (met Mark Twain)
- Gertrude Chandler Warner (1890–1979), The Boxcar Children
- Susan Warner (1819–1895), The Wide, Wide World
- Robert Penn Warren (1905–1989), All the King's Men
- Larry Watson (geb. 1947), Montana 1948
- Hillary Waugh (geb. 1920), Last Seen Wearing...
- Will Weaver (geb. 1950), Red Earth, White Earth
- Charles Webb (geb. 1939), The Graduate
- Katharine Weber (geb. 1955), Triangle
- Jean Webster (1876–1916), Daddy-Long-Legs
- Jerome Weidman (1913–1998), I Can Get It for You Wholesale
- James Welch (1940–2003), Fools Crow
- Manly Wade Wellman (1903–1986), The Old Gods Waken
- Rebecca Wells (geb. 1952), Divine Secrets of the Ya-Ya Sisterhood
- Eudora Welty (1909–2001), The Optimist's Daughter
- Glenway Wescott (1901–1987), The Grandmothers
- Dorothy West (1907–1998), The Living Is Easy
- Jessamyn West (1902–1984), The Massacre at Fall Creek
- Nathanael West (1903–1940), The Day of the Locust
- Paul West (geb. 1930), The Women of Whitechapel and Jack the Ripper
- Donald E. Westlake (geb. 1933), God Save the Mark
- Edith Wharton (1862–1937), The Age of Innocence
- William Wharton (geb. 1925), Birdy
- E.B. White (1899–1985), Charlotte's Web
- Edmund White (geb. 1940), A Boy's Own Story
- Randy Wayne White (geb. 1950), Sanibel Flats
- Stewart Edward White (1873–1946), The Claim Jumpers
- Colson Whitehead (geb. 1969), The Intuitionist
- Brand Whitlock (1869–1934), The Turn of the Balance
- Phyllis A. Whitney (geb. 1903), The Mystery of the Haunted Pool
- Edward Whittemore (1933–1995), Sinai Tapestry
- John Edgar Wideman (geb. 1941), Philadelphia Fire
- Elie Wiesel (1928-2016), Night
- Kate Douglas Wiggin (1856–1923), Rebecca of Sunnybrook Farm
- Marianne Wiggins (geb. 1947), Evidence of Things Unseen
- Susan Wiggs (geb. 1958), Home Before Dark (boek)
- James Wilcox (geb. 1949), Modern Baptists
- Laura Ingalls Wilder (1867–1957), Little House on the Prairie
- Thornton Wilder (1897–1975), The Bridge of San Luis Rey
- Kate Wilhelm (geb. 1928), Where Late the Sweet Birds Sang
- Christopher Willard (geb. 1960), Garbage Head
- Charles Willeford (1919–1988), Miami Blues
- Ben Ames Williams (1889–1953), House Divided
- John Williams (1922–1994), Stoner
- John A. Williams (geb. 1925), The Man Who Cried I Am
- Joy Williams (geb. 1944), State of Grace
- Philip Lee Williams (geb. 1950), "Elegies for the Water"
- Tennessee Williams (1911–1983), A Streetcar Named Desire
- Thomas Williams (1926–1990), The Hair of Harold Roux
- Jack Williamson (geb. 1908), The Humanoid Touch
- Calder Willingham (1922–1995), End As a Man
- Connie Willis (geb. 1945), Doomsday Book
- Donald Windham (1920–2010), The Dog Star
- Harriet E. Wilson (1825–1900), Our Nig; Or, Sketches from the Life of a Free Black
- Harry Leon Wilson (1867–1919), Ruggles of Red Gap
- Margaret Wilson (1882–1973), The Able McLaughlins
- Robert Anton Wilson (geb. 1932), The Illuminatus! Trilogy (met Robert Shea)
- Sloan Wilson (1920–2003), The Man in the Gray Flannel Suit
- Mark Winegardner (geb. 1961), Crooked River Burning
- Theodore Winthrop (1828–1861), John Brent
- Owen Wister (1860–1938), The Virginian
- Larry Woiwode (geb. 1941), Beyond the Bedroom Wall
- Gene Wolfe (1931-2019), The Book of the New Sun
- Thomas Wolfe (1900–1938), Look Homeward, Angel
- Tom Wolfe (1931-2018), The Bonfire of the Vanities
- Geoffrey Wolff (geb. 1937), Providence
- Tobias Wolff (geb. 1945), The Barracks Thief
- Hilma Wolitzer (geb. 1930), Silver
- Meg Wolitzer (geb. 1959), This Is Your Life
- Daniel Woodrell (geb. 1953), Give Us a Kiss
- Samuel Woodworth (1784–1842), The Champions of Freedom
- Cornell Woolrich (1903–1968), The Bride Wore Black
- Constance Fenimore Woolson (1840–1894), For the Major
- Herman Wouk (1915-2019), The Caine Mutiny
- Austin Tappan Wright (1883–1931), Islandia
- Mary Tappan Wright (1851–1917), Aliens
- Ernest Vincent Wright (1873? – 1939), Gadsby
- Harold Bell Wright (1872–1944), The Shepherd of the Hills
- Richard Wright (1908–1960), Native Son
- Stephen Wright (geb. 1946), The Amalgamation Polka

## X
- Xu Xi (geb. 1954), The Unwalled City

## Y
- Irvin D. Yalom (geb. 1931), When Nietzsche Wept
- Lois-Ann Yamanaka (geb. 1961), Wild Meat and the Bully Burgers
- Karen Tei Yamashita (geb. 1951), Through the Arc of the Rainforest
- Chelsea Quinn Yarbro (geb. 1942), Hotel Transylvania
- Steve Yarbrough (geb. 1956), The Oxygen Man
- Richard Yates (1926–1992), Revolutionary Road
- Frank Yerby (1916–1991), Judas, My Brother
- Anzia Yezierska (ca. 1880 – 1970), Bread Givers
- Rafael Yglesias (geb. 1954), Fearless
- Al Young (geb. 1939), Ask Me Now
- Stark Young (1881–1963), So Red the Rose

## Z
- Rafi Zabor (geb. 1946), The Bear Comes Home
- Roger Zelazny (1937–1995), Lord of Light
- Paul Edwin Zimmer (1943–1997), Dark Border series
- Paul Zindel (1936–2003), The Pigman
- Leane Zugsmith (1903–1969), All Victories Are Alike